# Ultimate Zero Tour - Live
Ultimate Zero Tour – Live is een livealbum van The U-Z Project, een voortzetting van UKZ. UKZ bracht in 2009 hun EP Radiation uit, maar daarna viel het uit elkaar. Jobson wilde door op de opgeslagen weg om tot een soort reünie te komen van UK en kwam toen met The U-Z Project. Deze band speelde een aantal concerten, waarvan dit album opnamen bevat. De muziek is een afwisseling van de band UK (vandaar de U) en Zinc (vandaar de Z, ooit de band van Jobson). Wetton bracht in aanvulling daarop stukken van King Crimson in en mee. 

## Musici
- Eddie Jobson – toetsinstrumenten, elektrische viool (alle)

Met
- John Wetton – basgitaar, zang (U3-4,Û6, U8-10, Z6-8)
- Tony Levin – Chapman Stick (U3-4, U6, U8-10, Z7-8)
- Greg Howe – gitaar (U1-4, U8-10, Z2, Z4, Z7-8
- Trey Gunn – Touch-gitaar (Z3-4)
- Ric Fierabracci – basgitaar (U1-2, U5, Z2)
- Simon Phillips - slagwerk (Z4)
- Marco Minnemann (uit UKZ)– slagwerk (U4, U7-10, Z2, Z6-8)

## Muziek
| Nr. | Titel                   | Duur  |
| --- | ----------------------- | ----- |
| 1.  | Alaska                  | 5:05  |
| 2.  | Presto vivace           | 0:34  |
| 3.  | In the dead of night    | 6:40  |
| 4.  | Starless                | 11:55 |
| 5.  | Zero 1 (solo Ric)       | 3:09  |
| 6.  | Book of saturday        | 3:06  |
| 7.  | Zero 2 (solo Marco)     | 4;54  |
| 8.  | One more red nightmare  | 7:15  |
| 9.  | Caesar’s Palace blues   | 4:54  |
| 10. | Sahara of snow (part 2) | 3:47  |

| Nr. | Titel                                    | Duur  |
| --- | ---------------------------------------- | ----- |
| 1.  | Zero 3 (solo Tony)                       | 3:14  |
| 2.  | Red                                      | 6;18  |
| 3.  | Zero 4 (solo Trey)                       | 1:19  |
| 4.  | Awakening                                | 7:34  |
| 5.  | Zero 5 (solo Eddie tijdens Ice festival) | 9:09  |
| 6.  | Carrying no cross                        | 12:04 |
| 7.  | The only thing she needs                 | 8:01  |
| 8.  | Nevermore (ending)                       | 3:29  |